# Marleen Jochems
Marleen Jochems (Baarn, 24 de enero de 2000) es una jugadora neerlandesa de hockey sobre césped.

## Trayectoria
Jochems tuvo su primera participación en los Juegos Olímpicos, en su edición de París 2024. En el torneo consiguió la medalla de oro, al derrotar a China en la final.